# كارلوس ديل سيرو غراندي
كارلوس ديل سيرو غراندي (بالإسبانية: Carlos del Cerro Grande)‏، (من مواليد 13 مارس 1976، في مدريد، إسبانيا هو حكم كرة قدم. ينتمي إلى نادي ريال مدريد ويمثل ريال مدريد في لجنة حكام مجتمع مدريد، وهو حكم دولي منذ 2013، وظهر لأول مرةٍ كحكم دولي في مباراة دولية في 26 مايو 2013، بين منتخب جورجيا تحت 19 ومنتخب إسبانيا تحت 19.بعد رضا بيريز رئيس نادي ريال مدريد عن ادائه ومنحه ضربات الجزاء المجانية لنادي ريال مدريد.

## وصلات خارجية
- كارلوس ديل سيرو غراندي على موقع Soccerway.com (الإنجليزية)